# Carlo Ponti (chef d'orchestre)
Pour les articles homonymes, voir Ponti (homonymie).
Carlo Ponti, né le 29 décembre 1968 à Genève (Suisse), est un chef d'orchestre italien.

## Biographie
Il est le fils du producteur de films Carlo Ponti (1912-2007) et de l'actrice Sophia Loren, le frère aîné du réalisateur Edoardo Ponti, ainsi que le demi-frère de Guendalina et Alessandro Ponti, enfants de leur père et de sa première épouse Giuliana Fiastri. Il a travaillé au Conductor's Institute de Hartford (Connecticut, États-Unis) avec Harold Farberman de 1994 à 1996, puis avec Mehli Mehta, Zubin Mehta et Andreï Boreïko à Los Angeles de 1997 à 1999, et a ensuite étudié à la Musik Hochschule de Vienne de 1999 à 2001 avec Leopold Hager et Erwin Accel.
Il est chef d'orchestre associé de l'Orchestre national russe depuis 2000 et directeur musical et premier chef d'orchestre de l'Orchestre symphonique de San Bernardino de 2001 à 2012. En 2013, il fonde l'Orchestre des virtuoses de Los Angeles (Los Angeles Virtuosi Orchestra), un ensemble qui met en avant la valeur éducative de la musique, dont il est le directeur et le premier chef d'orchestre.
Ponti a publié deux enregistrements avec l'Orchestre national de Russie sous le label Pentatone et son travail a été commenté par NPR, NBC et Fox News, ABC News, CBS Insider, Dennis Miller, Leonard Lopate, Symphony Magazine, ClassicsToday et Associated Press. Ses prestations ont également été diffusées aux États-Unis par des stations de radio publiques dans le cadre des programmes Performance Today et America's Music Festivals.

## Vie privée
Carlo Ponti s'est marié le 18 septembre 2004 à Budapest, dans la basilique Saint-Étienne de Pest, avec la violoniste Andrea Mészáros, dont il a eu deux enfants, tous deux nés à Genève.

## Orchestres dirigés par Carlo Ponti
- American Youth Symphony
- Magyar Rádió Szimfonikus Zenekara
- Budapesti Vonósok
- Orquesta Sinfónica de Castilla y León
- Orchestre symphonique de Chypre (Συμφωνική Ορχήστρα Κύπρου)
- Los Angeles Virtuosi Orchestra
- Orquesta Sinfonica de Mineria
- Orchestre de chambre de Moscou (Государственный академический камерный оркестр России)
- Napa Valley Symphony Orchestra
- Orquesta Sinfónica de Galicia
- Orchestra del Maggio Musicale Fiorentino
- Orquesta Filarmónica de Málaga
- Orchestra della Magna Grecia
- Coro e Orchestra del Teatro San Carlo
- Orchestre Philharmonique de Strasbourg
- Orquesta de Valencia
- Pro Arte Orchestra
- Orchestra Roma Sinfonietta
- Orchestre national de Russie
- Orchestra della Repubblica di San Marino
- Philharmonie de Samara (Самарская государственная филармония)
- San Bernardino Symphony
- Orquesta Sinfónica Simón Bolívar de Venezuela
- Slovenská filharmónia
- Sphinx Symphony Orchestra
- Verbier Festival Orchestra
- Winnipeg Symphony Orchestra
- UCLA Philharmonia Orchestra
- Orchestre symphonique de l'Oural (Уральский академический филармонический оркестр)

## Filmographie
- 1970 : Les Fleurs du soleil (I girasoli) de Vittorio De Sica : le bébé de Giovanna